# National Invitation Tournament 1946
El National Invitation Tournament 1946 fue la novena edición del National Invitation Tournament. La disputaron ocho equipos, celebrándose la competición en el Madison Square Garden de Nueva York. El ganador fue la Universidad de Kentucky, que lograba su primer título en esta competición.

## Equipos
| Arizona             |
| Bowling Green       |
| Kentucky            |
| Muhlenberg          |
| Rhode Island        |
| St. John's          |
| Syracuse            |
| Virginia Occidental |

## Fase final
Cuadro final de resultados.
|  | Cuartos de final | Cuartos de final | Cuartos de final |            |               | Semifinales   | Semifinales | Semifinales |            |                        | Final                  | Final                  | Final |  |
|  |                  |                  |                  |            |               |               |             |             |            |                        |                        |                        |       |  |
|  |                  |                  |                  |            |               |               |             |             |            |                        |                        |                        |       |  |
|  | Rhode Island     | Rhode Island     | 82               |            |               |               |             |             |            |                        |                        |                        |       |  |
|  | Rhode Island     | Rhode Island     | 82               |            |               |               |             |             |            |                        |                        |                        |       |  |
|  | Bowling Green    | Bowling Green    | 79               |            |               |               |             |             |            |                        |                        |                        |       |  |
|  | Bowling Green    | Bowling Green    | 79               |            | Rhode Island  | Rhode Island  | 59          |             |            |                        |                        |                        |       |  |
|  |                  |                  |                  |            | Rhode Island  | Rhode Island  | 59          |             |            |                        |                        |                        |       |  |
|  |                  |                  | Muhlenberg       | Muhlenberg | 49            |               |             |             |            |                        |                        |                        |       |  |
|  | Muhlenberg       | Muhlenberg       | Muhlenberg       | Muhlenberg | 49            | 47            |             |             |            |                        |                        |                        |       |  |
|  | Muhlenberg       | Muhlenberg       |                  |            |               |               |             |             |            |                        |                        |                        |       |  |
|  | Syracuse         | Syracuse         | 41               |            |               |               |             |             |            |                        |                        |                        |       |  |
|  | Syracuse         | Syracuse         | 41               |            |               |               |             |             |            | Rhode Island           | Rhode Island           | 45                     |       |  |
|  |                  |                  |                  |            |               |               |             |             |            | Rhode Island           | Rhode Island           | 45                     |       |  |
|  |                  |                  | Kentucky         | Kentucky   | 46            |               |             |             |            |                        |                        |                        |       |  |
|  | West Virginia    | West Virginia    | Kentucky         | Kentucky   | 46            | 70            |             |             |            |                        |                        |                        |       |  |
|  | West Virginia    | West Virginia    |                  |            |               |               |             |             |            |                        |                        |                        |       |  |
|  | St. John's       | St. John's       | 58               |            |               |               |             |             |            |                        |                        |                        |       |  |
|  | St. John's       | St. John's       | 58               |            | West Virginia | West Virginia | 51          |             |            | Tercer y cuarto puesto | Tercer y cuarto puesto | Tercer y cuarto puesto |       |  |
|  |                  |                  |                  |            | West Virginia | West Virginia | 51          |             |            | Tercer y cuarto puesto | Tercer y cuarto puesto | Tercer y cuarto puesto |       |  |
|  |                  |                  | Kentucky         | Kentucky   | 59            |               |             |             |            |                        |                        |                        |       |  |
|  | Kentucky         | Kentucky         | Kentucky         | Kentucky   | 59            | 77            |             |             | Muhlenberg | Muhlenberg             | 40                     |                        |       |  |
|  | Kentucky         | Kentucky         |                  |            |               |               |             |             | Muhlenberg | Muhlenberg             | 40                     |                        |       |  |
|  | Arizona          | Arizona          | 53               |            |               |               |             |             |            |                        | West Virginia          | West Virginia          | 65    |  |
|  | Arizona          | Arizona          | 53               |            |               |               |             |             |            |                        | West Virginia          | West Virginia          | 65    |  |
|  |                  |                  |                  |            |               |               |             |             |            |                        |                        |                        |       |  |

| Campeón del NIT 1946          |
| ----------------------------- |
| Kentucky Wildcats 1.er título |